# Japonica Polonica Fantastica
Japonica Polonica Fantastica (J.P.Fantastica, JPF) – najstarsze polskie wydawnictwo specjalizujące się w japońskim komiksie, utworzone w 1996 roku z siedzibą w Olecku. Pierwsze tytuły (Aż do nieba, Czarodziejka z Księżyca t. 1–8) tłumaczone były przez założyciela JPF, Shina Yasudę. Z końcem 1998 roku funkcję tłumacza przejął Rafał „Kabura” Rzepka. W 2006 roku wydawnictwo przeniosło się do Mierzyna koło Szczecina. Obecnie za przekład mang odpowiadają tłumacze: Paweł Dybała, Michał Żmijewski, Urszula Knap i Monika Nowicka.

## Polityka wydawnicza
Mangi wydawane przez JPF ukazują się z różną częstotliwością. Znajdują się wśród nich dwutygodniki (część tomów Dragon Balla), miesięczniki (np. Czarodziejka z Księżyca, Naruto), dwumiesięczniki (np. Tajemnica przeszłości, Fullmetal Alchemist) i kwartalniki (np. Akira). Większość komiksów posiada kieszonkowy format (zbliżony do B6), choć nie jest to regułą. Do niektórych dołączane są tzw. boxy – pudełka na pojedyncze tomy (np. Legend of Lemnear, Neon Genesis Evangelion) lub na kilka części danej serii (np. sześć boxów na dziewiętnaście tomów Akiry). Mangi JPF różnią się także układem – większość serii zachowuje japoński porządek stron (układ oryginalny), jednak są i takie, które prezentują lustrzane odbicie oryginału (układ stron od lewej do prawej).

## Serie wydawnicze

### Mega Manga
W 2011 roku JPF rozpoczął nową serię wydawniczą o nazwie Mega Manga. Ideą tej serii jest wydawanie w Polsce klasyki japońskiego komiksu, a także prezentowanie polskiemu czytelnikowi niekasowych tytułów, które jednak posiadają wartość fabularną lub artystyczną. W Mega Mandze ukazały się już mangi Motio Hagio, jednej z najważniejszych twórców mangi, Riyoko Ikedy, która tworzyła w tym samym okresie co Hagio i osiągnęła podobny status, a także cztery mangi Junjiego Ito – czołowego przedstawiciela japońskiego, rysunkowego horroru.

### Wielka Kolekcja Horrorów Junjiego Ito
Od listopada 2014 roku startuje seria, która ma na celu wydanie wszystkich mang Junjiego Ito wyjąwszy te opublikowane w serii Mega Manga.

## Wydane mangi
| Tytuł                                               | Data pierwszego polskiego wydania | Liczba tomów/zeszytów | Uwagi |
| --------------------------------------------------- | --------------------------------- | --------------------- | --- |
| 7 miliardów igieł                                   | 2013                              | 2                     | Seria JPF Mega Manga. |
| .hack//Bransoleta Zmierzchu                         | 2005                              | 3                     | |
| Abara                                               | 2014                              | 1                     | Seria JPF Mega Manga. |
| Akira                                               | 1999–2003                         | 19                    | Układ odwrócony względem oryginału. Od 2020 roku wydano także w 6-tomowej edycji specjalnej. |
| All You Need Is Kill                                | 2014                              | 2                     | |
| Angel Sanctuary                                     | 2007–2009                         | 10                    | Na podstawie II japońskiego wydania – wersja 10-tomowa, dodatki: pocztówki (dodawane tylko przy zamówieniu w sklepiku JPF). |
| Another                                             | 2013–2014                         | 4                     | |
| Atak Tytanów                                        | 2014–2021                         | 34                    | |
| Atak tytanów: Bez żalu                              | 2015                              | 2                     | Spin-off serii Atak Tytanów. |
| Aż do nieba                                         | 1996–1997                         | 3                     | Układ odwrócony względem oryginału, pierwsza w Polsce manga wydana w formie tomików. W marcu 2008 roku wydano wydanie zbiorcze 3 w 1. |
| Battle Angel Alita                                  | 2003–2005                         | 9                     | Od listopada 2018 jest wydawana wersja deluxe. |
| Berserk                                             | 2014–obecnie                      | 30/40+                | Od 18 lat. |
| Black Paradox                                       | 2014                              | 1                     | Seria JPF Mega Manga. |
| Blame!                                              | 2016–2018                         | 6                     | |
| Bleach                                              | 2009–2023                         | 74                    | |
| Blue Heaven                                         | 2014                              | 3                     | |
| Boruto: Naruto Next Generations                     | 2018–obecnie                      | 7/7+                  | |
| Było ich jedenaścioro                               | 2013                              | 1                     | Seria JPF Mega Manga. |
| Chirality                                           | 2000–2001                         | 3                     | Seria J.P. Fantastica Deluxe, dodatki: pocztówki, książeczka z tłumaczeniami onomatopei; tom 3. od 18 lat. |
| Chobits                                             | 2003–2004                         | 8                     | |
| Cowboy Bebop                                        | 2003                              | 3                     | |
| Crying Freeman                                      | 2006–2009                         | 10                    | Od 18 lat. |
| Czarodziejka z Księżyca                             | 1997–1999                         | 18                    | Do tomów 12–17 dołączone miniplakaty, układ odwrócony względem oryginału. |
| D.N.Angel                                           | 2005–2013                         | 15                    | |
| Death Note                                          | 2007–2009                         | 12                    | |
| Death Note: Another Note                            | 2018                              | 1                     | Light novel |
| Doubt                                               | 2013                              | 4                     | |
| Dr. Slump                                           | 1999–2015                         | 18 w 36               | |
| Dragon Ball                                         | 2001–2003                         | 42                    | |
| Dragon Ball Super                                   | 2018–obecnie                      | 10/14+                | |
| Drifters                                            | 2016                              | 5/6+                  | |
| Fullmetal Alchemist                                 | 2006–2012                         | 27                    | |
| Ghost in the Shell                                  | 2002                              | 1                     | One-shot; seria J.P. Fantastica Deluxe, dodatki: kalendarzyk; od 18 lat. |
| Ghost in the Shell 2                                | 2003                              | 1                     | One-shot; seria J.P. Fantastica Deluxe. |
| Ghost in the Shell 1.5                              | 2004                              | 1                     | One-shot; seria J.P. Fantastica Deluxe, dodatki: płyta CD z elektroniczną japońską wersją mangi. |
| Gigantomachia                                       | 2018                              | 1                     | Seria JPF Mega Manga. |
| Gra w króla                                         | 2016–2017                         | 5                     | |
| Green Blood                                         | 2015–2016                         | 5                     | |
| Goth                                                | 2014                              | 1                     | |
| Gyo: Odór śmierci                                   | 2013                              | 1                     | Seria JPF Mega Manga. |
| Hasło brzmi: Sailor V                               | 2000                              | 3                     | |
| Heat                                                | 2005–2011                         | 17                    | Od 18 lat. |
| Hellsing                                            | 2004–2010                         | 10                    | |
| Hideout                                             | 2014                              | 1                     | Seria seinen. |
| Hiroki Endō – krótkie historie                      | 2015                              | 1                     | Seria JPF Mega Manga. |
| Iluzoryczne ginekokracje                            | 2018                              | 1                     | Seria JPF Mega Manga. |
| InuYasha                                            | 2020–                             | 56 w 30               | Wydanie zbiorowe, twarda oprawa w przedpłatach. |
| Jaco z Galaktycznego Patrolu                        | 2018                              | 1                     | |
| JoJo’s Bizarre Adventure                            | 2020-                             | 5+                    | Wydanie zbiorcze. |
| Judge                                               | 2013–2015                         | 6                     | |
| Junji Ito kolekcja horrorów                         | 2015–2020                         | 11                    | Kolekcja horrorów Junjiego Itō, w skład której wchodzą: Tomie cz.1, Tomie cz.2, Souichi i jego głupie klątwy, Miłosne cierpienia umarłych, Kryjówka dezertera, Ślepa uliczka, Bezgłowe rzeźby, Wyjące rury, Miasto nagrobków, Frankenstein, Miażdżąca groza. |
| Klan Poe                                            | 2012                              | 5 w 2                 | Seria JPF Mega Manga. |
| Klasa skrytobójców                                  | 2017–2021                         | 21                    | |
| Kobato.                                             | 2013–2015                         | 6                     | |
| Kronika wojny na Lodoss                             | 2004–2005                         | 3                     | |
| Królestwo żwiru                                     | 2018                              | 1                     | Seria JPF Mega Manga. |
| Legend of Lemnear                                   | 2004                              | 2                     | Seria J.P. Fantastica Deluxe, dodatki: pocztówki; od 18 lat. |
| Slayers: Magiczni wojownicy                         | 2003–2004                         | 8                     | |
| Mój drogi bracie...                                 | 2014                              | 1                     | Seria JPF Mega Manga. |
| Naruto                                              | 2003–2015                         | 72                    | |
| Naruto: Siódmy Hokage i Księżyc Szkarłatnego Kwiatu | 2016                              | 1                     | |
| Naruto Hiden                                        | 2016–2018                         | 6                     | Seria light noveli: Tajemna historia: Kakashiego, Shikamaru, Sakury, Konohy, Gaary, Brzasku. |
| Neon Genesis Evangelion                             | 2004–2014                         | 14                    | Wydanie w tomikach poprzedzone zeszytami odpowiadającymi zawartością tomom 1–6. |
| Oh! My Goddess                                      | 2000–2020                         | 48                    | Seria zawieszona w 2005 roku, wznowienie w lipcu 2015 roku. |
| One Piece                                           | 2010–obecnie                      | 67+                   | |
| One-Punch Man                                       | 2015–obecnie                      | 22+                   | |
| Ouran High School Host Club                         | 2009–2013                         | 18                    | |
| Pieśń Apolla                                        | 2015                              | 1 w 2                 | Seria JPF Mega Manga. Rozdzielona z jednego tomu na dwa osobne. |
| Pieta                                               | 2018                              | 2                     | |
| Planetes                                            | 2016–2017                         | 2                     | Seria JPF Mega Manga, |
| Plastic Little                                      | 2000                              | 1                     | One-shot; seria J.P. Fantastica Deluxe, dodatki: pocztówki, książeczka z tłumaczeniami onomatopei. |
| Pokémon Adventures                                  | 2001                              | 1 w 4                 | Seria zawieszona. W oryginalnej wersji był to 1 tom. Każdy tom miał ok. 50 stron. |
| Ranma ½                                             | 2020–                             | 38 w 20               | Wydanie zbiorcze, twarda oprawa w przedpłatach. |
| Resident Evil marhawa desire                        | 2012–2013                         | 5                     | |
| Remina – gwiazda piekieł                            | 2014                              | 1                     | Seria JPF Mega Manga. |
| Rewolucja według Ludwika                            | 2014–2015                         | 4                     | |
| Róża Wersalu                                        | 2016                              | 10 w 3                | Seria JPF Mega Manga. |
| Rumik World                                         | 2020                              | 2                     | Edycja w twardej oprawie tylko w przedpłatach. |
| Służąca przewodnicząca                              | 2013–2018                         | 18                    | |
| Srebrny Trójkąt                                     | 2015                              | 1                     | Seria JPF Mega Manga. |
| Soul Eater                                          | 2012–2018                         | 25                    | |
| Soul Eater NOT!                                     | 2019–2020                         | 5                     | |
| Tajemnica przeszłości                               | 2000–2003                         | 18                    | |
| Tokyo Mew Mew                                       | 2005–2007                         | 7                     | |
| Uzumaki: Spirala                                    | 2011                              | 3 w 1                 | Seria JPF Mega Manga. |
| Vampire Princess Miyu                               | 2004–2005                         | 10                    | |
| W stronę słońca                                     | 2018–obecnie                      | 1+                    | |
| W miasteczku piasku i błękitnych łusek              | 2018                              | 2                     | |
| Wish                                                | 2004–2005                         | 4                     | |
| Wolf’s Rain                                         | 2004–2005                         | 2                     | |
| Wzgórze Apolla                                      | 2015–2017                         | 9                     | |
| X                                                   | 2000–2003                         | 18                    | Seria zawieszona w Japonii. |

### Pozostałe publikacje
Oprócz mang wydawnictwo opublikowało:
- kalendarz Sailormoon – Czarodziejka z Księżyca na rok 1999
- Chobits Your Eyes Only – artbook
- Japan Fest – zbiór prac nadesłanych na ogólnopolski konkurs ogłoszony w ramach festiwalu Japan Fest w roku 2008 oraz 2009.
- Antologia Konkursowa 20-lecie J.P.Fu – zbiór zwycięskich i wyróżnionych prac konkursowych nadesłanych przez uczestników na konkurs z okazji 20-lecia wydawnictwa JPF. Antologia zawiera 8 historii i 4 paski komiksowe. Data wydania – grudzień 2017, format B5.